# Kernenergie in den Niederlanden
Die Kernenergie in den Niederlanden ist seit den späten 1960er Jahren Teil der Energieversorgung des Landes. Der Anteil der Kernenergie an der niederländischen Energieerzeugung belief sich im Jahr 2017 mit nur einem Reaktor auf etwa 3,5 Prozent, deutlich weniger als im Nachbarland Belgien. Seit 2023 plant die Regierung einen massiven Ausbau mit zwei neuen Kernkraftwerken in der Provinz Zeeland und mehreren Mini-KKW in der Provinz Limburg.

## Geschichte
Theoretische Überlegungen zur Nutzung der Kernenergie gab es an Technischen Universität Delft schon in den 1930er Jahren, weswegen dort auch ein Uranvorrat angelegt wurde. Während der Zeit der deutschen Besatzung wurde dieser Vorrat vor den Besatzern verborgen. Nach dem Krieg bildete dieses Uran die Basis für eine Nuklearzusammenarbeit mit Norwegen, wo in Kjeller ein Forschungsreaktor unter niederländischer Beteiligung betrieben wurde. Im Jahr 1955 wurde in Petten ein eigener Forschungsreaktor in Betrieb genommen. Die durch das niederländische Wirtschaftsministerium in den 1950er Jahren vorangetriebenen Planungen sahen vor, dass die Kernenergie ab 1962 eingeführt werden und letztlich einen immer größeren Anteil an der Energieversorgung übernehmen sollte. Ab dem 1. Mai 1965 wurde mit der Konstruktion eines 55-MWe-Siedewasserreaktors in Dodewaard (heute Teil von Neder-Betuwe in Gelderland) begonnen. Der Reaktor wurde am 24. Mai 1968 kritisch und speiste ab dem 18. Oktober 1968 Strom ins öffentliche Netz ein. Er war bis zum 26. März 1997 in Betrieb, als er aus wirtschaftlichen Gründen stillgelegt wurde.
Als Nächstes folgte ein kommerzieller 452-MWe-Druckwasserreaktor, der am Standort Borssele (ab 1970 Teil der Gemeinde Borsele in Zeeland) ab dem 1. Juli 1969 durch die Kraftwerk Union erbaut wurde. Am 20. Juni 1973 wurde der Reaktor kritisch und am 25. Oktober 1973 ging er ans Netz. Nachdem seine Laufzeitdauer bis auf das Jahr 2033 verlängert worden war, erfolgte im Jahr 2006 eine Modernisierung der Turbinenanlage, so dass die Leistung des Reaktors von 452 auf 485 MWe stieg.

## Liste der Reaktoren
| Name      | Block | Reaktor- typ | Modell    | Status      | Leistung [MWe] | Leistung [MWe] | Bau- beginn | Erste Netz- synchro- nisation | Kommer- zieller Betrieb | Abschal- tung (geplant) | Ein- speisung [TWh] |
| Name      | Block | Reaktor- typ | Modell    | Status      | Netto          | Brutto         | Bau- beginn | Erste Netz- synchro- nisation | Kommer- zieller Betrieb | Abschal- tung (geplant) | Ein- speisung [TWh] |
| --------- | ----- | ------------ | --------- | ----------- | -------------- | -------------- | ----------- | ----------------------------- | ----------------------- | ----------------------- | ------------------- |
| Borssele  | 1     | PWR          | KWU 2LP   | In Betrieb  | 482            | 515            | 01.07.1969  | 04.07.1973                    | 26.10.1973              | (2034)                  | 152,33              |
| Dodewaard | 1     | BWR          | GE design | Stillgelegt | 55             | 60             | 01.05.1965  | 18.10.1968                    | 26.03.1969              | 26.03.1997              | 10,93               |

## Überlegungen und Streitigkeiten über den Atomausstieg
Nach der Entdeckung von ausgedehnten Erdöl- und Erdgasfeldern in der Nordsee ab dem Ende der 1950er Jahre erschien die zukünftige Energieversorgung weniger kritisch und der Ausbau der Kernenergie weniger dringlich. Zudem führten die schweren Reaktorunfälle von Three Mile Island 1979 und Tschernobyl 1986 dazu, dass sich die Akzeptanz der Nuklearenergie in der niederländischen Öffentlichkeit weiter verminderte. Umfragen zeigten, dass schon Ende der 1970er Jahre die atomkraftskeptischen Einstellungen in den Niederlanden deutlich überwogen, was durch Tschernobyl noch deutlich verstärkt wurde. Unmittelbar nach der Tschernobyl-Katastrophe erklärte der damalige Ministerpräsident Ruud Lubbers, dass die Entscheidung zum Bau von zwei weiteren Kernkraftwerken auf unbestimmte Zeit verschoben werde.
Nach Tschernobyl wurde das Kernkraftwerk Borssele wie auch andere Kernkraftwerke europaweit durch Experten der Internationalen Atomenergie-Agentur (IAEA) visitiert. Diese stellten einige Mängel fest. Daraufhin arbeitete die Betreibergesellschaft EPZ (Elektriciteits Produktiemaatschappij Zuid-Nederland) einen Plan für ein Sicherheits-Upgrade des Kraftwerks aus. Die Kosten dieses Upgrades wurden auf 467 Millionen niederländische Gulden (damals etwa 310 Millionen US$) veranschlagt. Diese Kraftwerkumbauten und -modernisierungen fanden im Jahr 1997 statt. Als Ausgleich für die Unkosten verlangten die Betreiber eine Laufzeitgarantie für das Kraftwerk bis zum Jahr 2007.
Am 23. November 1994 fasste die Zweite Kammer der Generalstaaten auf Initiative der grünen Abgeordneten Marijke Vos mit knapper Mehrheit den Beschluss, die Laufzeit vor Borssele nicht über den bisher feststehenden 31. Dezember 2003 hinaus zu verlängern. Der Betreibergesellschaft wurden seitens der Regierung Kompensationen zugesichert. Ein Verfahren zur Stilllegung wurde vorbereitet, gegen das die Betreibergesellschaft und auch die organisierten Arbeiter des Kernkraftwerks Klage einreichten. Die Stilllegungsprozedur wurde im Februar 2000 vom Raad van State (Staatsrat) aus formalen Gründen für ungültig erklärt, so dass damit der Termin 2003 hinfällig wurde. Um doch noch eine Stilllegung zum Jahresende 2003 zu erzwingen, zog die Regierung vor das Verwaltungsgericht in ’s-Hertogenbosch. Eine zentrale Streitfrage war hier, ob die Betreibergesellschaft im Jahr 1993/94 die von der Regierung offerierten Kompensationszahlungen im Falle einer Schließung akzeptiert hatte, oder nicht. Am 22. September 2002 urteilte das Gericht gegen die Regierung, da diese nicht hinreichend habe darlegen können, welche rechtsverbindlichen Abmachungen zur Schließung getroffen worden waren. Das Urteil war eine große Enttäuschung für die Kernkraftgegner in den Niederlanden. Insbesondere die Grünen sahen sich um den fast schon sicher geglaubten Atomausstieg gebracht.
Bei den beiden Parlamentswahlen am 15. Mai 2002 und am 22. Januar 2003 waren die konservativ-liberalen Kräfte erfolgreich und der neue Premierminister Jan Peter Balkenende erklärte gleich zu Beginn, dass die Stilllegung von Borssele im Jahr 2003 für ihn kein Thema sei. Später war von einem Stilllegungsdatum im Jahr 2013 die Rede und am 7. September 2005 wurde ein Abkommen zwischen der Regierung und den beiden Kraftwerksbetreibern Delta und Essent geschlossen, in dem sich die beiden Betreiber zur zusätzlichen Investition von 250 Millionen Euro in erneuerbare Energien verpflichteten. Im Gegenzug garantierte die Regierung eine Betriebsdauer von Borssele bis zum Jahr 2033.

### Lagerung von radioaktivem Abfall
In den 1970er Jahren übernahm die niederländische Regierung die Wiederaufarbeitung von Kernbrennstoff aus den Reaktoren Borssele und Dodewaard. 1984 beschloss sie die langfristige (100 Jahre) Zwischenlagerung aller radioaktiven Abfälle sowie eine Strategie für die endgültige Entsorgung. Covra wurde gegründet, ein Zentrum für das Management von radioaktivem Abfall in Borssele. 1992 wurde in Borssele ein Lager für schwach- und mittelradioaktiven Abfall in Betrieb genommen. 2003 wurde das High-Level Radioactive Waste Treatment and Storage Building (HABOG) für hochradioaktiven Abfall in Betrieb genommen. HABOG lagert Abfall aus Dodewaard, das in Sellafield wiederaufgearbeitet wurde, und Abfälle aus der Borssele-Wiederaufarbeitung in La Hague. Die Regierung strebt an, hochradioaktiven Abfall langfristig unterirdisch zu lagern. 2001 befand ein Ausschuss, dass dies technisch machbar und sicher ist. Im Jahr 2006 schlug die Regierung vor, bis 2016 über einen Standort für die endgültige Entsorgung zu entscheiden, was jedoch nicht geschah. Covra plant das Multifunctional Storage Building (MOG) zur Lagerung historischer radioaktiver Abfälle und zukünftiger Stilllegungsabfälle mit einer Lagerkapazität bis 2050. Im Juni 2023 erteilte die niederländische Strahlenschutzbehörde die Genehmigung für den Bau.

## Planungen für ein zweites Kernkraftwerk
Im November 2010 unterzeichneten die Elektrizitätsgesellschaft Delta – Anteilseignerin von 70 % des Kernkraftwerks Borssele – und Électricité de France eine Absichtserklärung zum Bau eines weiteren Kraftwerkteils in Borssele mit einer Leistung von 2500 MW. Im Dezember 2011 zog sich EDF jedoch aus dem Projekt zurück. Außerdem gab RWE – mittlerweile Anteilseigner der restlichen 30 % – am 21. Januar 2012 eine Erklärung ab, dass es „unter den gegenwärtigen wirtschaftlichen und politischen Umständen“ (am 30. Juni 2011 hatte der Deutsche Bundestag den gestaffelten Atomausstieg beschlossen) nicht in der Lage sei, in ein solches Projekt zu investieren. Daraufhin legte Delta die Pläne zunächst auf Eis.

## Erneute Planungen für weitere Atomkraftwerke
Ministerpräsident Mark Rutte brachte 2021 im Wahlkampf den Standort Eemshaven nahe der Grenze zu Niedersachsen, für ein neu zu bauendes niederländisches Kernkraftwerk ins Gespräch. Rob Jetten (Partei D66), Minister für Klima und Energie, schrieb im Dezember 2022 dem Parlament, Eemshaven werde „nicht mehr erwogen“.
Die niederländische Regierung plante ab Februar 2023 zunächst zwei weitere Atomkraftwerke in der Provinz Zeeland, die ursprünglich bis 2035 fertiggestellt werden sollten.
Im April 2023 stellte die Regierung weitere Pläne zum Bau mehrerer Mini-KKW in der Provinz Limburg, nahe der Grenze zu Nordrhein-Westfalen vor. Sie bekannte sich außerdem auf der UN-Klimakonferenz in Dubai 2023 zu einem verstärkten Ausbau der Kernenergie, um die Klimaziele zu erreichen.
Im März 2024 wurde beschlossen, dass zusätzlich zu den anfangs für 2035 vorgesehenen zwei Atomkraftwerken noch zwei weitere neue AKW bis 2040 gebaut werden sollen. Im Februar 2025 erklärte die Regierung, dass die endgültige Standortwahl der neuen Kraftwerke erst nach dem Jahr 2025 entschieden werden würde, und dass mit dem Betriebsbeginn des ersten neuen Reaktors voraussichtlich erst nach dem Jahr 2035 zu rechnen sei.